# أشرف قاضي
أشرف قاضي (بالأردوية: اشرف جہانگیر قاضی)‏؛ من مواليد 1942 دبلوماسي باكستاني شغل العديد من المناصب الوطنية والدولية، بما في ذلك العمل مع الأمم المتحدة.

## النشأة والوظيفة
في عام 2004، عينه الأمين العام للأمم المتحدة كوفي أنان رئيساً لبعثة الأمم المتحدة في العراق حيث ساعد في تنسيق الجهود الإنسانية وجهود إعادة الإعمار. قبل هذا التعيين، كان يشغل منصب سفير باكستان لدى الولايات المتحدة في واشنطن العاصمة.
وفي عام 2007، تم تعيين قاضي كممثل خاص للأمين العام للأمم المتحدة بان كي مون في السودان. أكمل ولايته في السودان عام 2010. وبين عامي 2004 و 2007، كان الممثل الخاص للأمين العام المسؤول عن بعثة الأمم المتحدة للمساعدة في العراق.
وفي الفترة بين عامي 2002 و 2004، شغل منصب سفير باكستان لدى الولايات المتحدة. قبل ذلك ، شغل منصب المفوض السامي لباكستان في الهند منذ 1997 وسفيرًا في سوريا (1986-1988)، وألمانيا الشرقية (1990-1991)، وروسيا (1991-1994)، وبعد ذلك في الصين (1994-1997). وأثناء عمله في وزارة الخارجية في إسلام أباد، شغل منصب مدير شرق آسيا (1975-1978)، والمدير العام لتخطيط السياسات، لأفغانستان (1982-1986) ووزير الخارجية الإضافي لتخطيط السياسات، أفغانستان، الاتحاد السوفيتي وشرق أوروبا (1988-1990). كما كان له مهام دبلوماسية في كوبنهاغن وطوكيو والقاهرة وطرابلس ولندن.

## الحياة الشخصية
وُلد أشرف قاضي باعتباره الابن الوحيد لأب من عرقية الهزارة، قاضي محمد موسى، وأم أيرلندية، جنيفر موسى. وينتمي والده لعائلة بارزة في بلوشستان، ومن بين أعضائها البارزين عم أشرف، قاضي محمد عيسى ، أحد الشخصيات البارزة في الحركة الباكستانية؛ ونجل عيسى قاضي فايز، قاضي المحكمة العليا الذي شغل سابقًا منصب رئيس قضاة محكمة بلوشستان العليا. وشغل جد أشرف لأبيه منصب رئيس وزراء ولاية قلات الأميرية.
وتنتمي والدته إلى مقاطعة كيري في أيرلندا. التقى والدا أشرف في إنجلترا عام 1939 بينما كان والده يدرس الفلسفة في جامعة أكسفورد. تزوجا في عام 1940، واستقروا في بيشين مسقط رأس عائلته في بلوشستان في عام 1947، حيث دخلت والدته السياسة الباكستانية. في عام 1956، عندما كان أشرف يبلغ من العمر 14 عامًا، توفي والده في حادث سير. وهكذا قامت والدته بتربيته. أشرف لديه خمسة أشقاء غير أشقاء من زواج والده الأول.

## روابط خارجية
- أشرف قاضي على موقع أرشيف الشارخ.

- معالي أشرف قاضي يتحدث في المعهد الأمريكي للسلام مؤرشفة من الأصلي في 4 فبراير 2012
- العراق: مقابلة مع الممثل الخاص للأمم المتحدة في العراق ، أشرف قاضي ، شبكة الأنباء الإنسانية (إيرين) ، 24 آذار (مارس) 2005
- مقابلة قاضي مع وولف بليتزر على قناة سي إن إن حول الوضع في أفغانستان ، بثت في 21 آذار / مارس 2004